# Retschow
Retschow è un comune del Meclemburgo-Pomerania Anteriore, in Germania.
Appartiene al Rostock ed è parte dell'Amt Bad Doberan-Land.

## Geografia antropica

### Suddivisioni amministrative
Il territorio comunale comprende 4 centri abitati (Ortsteil):
- Fulgenkoppel
- Glashagen
- Retschow
- Stülow